# Reggekalkyl
Reggekalkylteorin är en modell av kvantisk tidsrymd där tidsrymdens historia visas som en enkel triangulation med varierande längd på kantlängderna. Teorin är gammal med förstadier till standardmodellen och är nära släkt med trianguleringen, som har fast sidlängd med varierande triangulering istället för Reggekalkylteorins fasta trianglar med varierande sidlängder. 
Teorin presenterades av Tullio Regge i början av 1960-talet. Hans arbete grundar sig på informationen att alla Lorentzska geometrirymder tillåter simplex inom triangulation. Regge gjorde tillsammans med Ponzano den tredimensionella tidsrymdsmodellen, som inte uppskattades från början men som senare skulle visas vara den första kända exemplet på topologisk fältteori. 
Reggekalkyl kan användas till problem inom numeriska relativiteten såsom kollisionen mellan två svarta hål.